# Бикку-Битти
Бикку-Битти (араб. بتة‎) — горная вершина в Ливии, высшая точка страны (2267 м).
Пик Бикку-Битти расположен в южной части Ливии, недалеко от границы с Чадом, в одной из наименее доступных частей пустыни Сахары. Впервые вершина была покорена британскими альпинистами в декабре 2005 года.